# Шабаев, Павел Васильевич
Па́вел Васи́льевич Шаба́ев (19 января [1 февраля] 1901, Старая Андреевка, Саратовская губерния — 9 января 1977, Старая Андреевка, Пензенская область) — советский организатор сельскохозяйственного производства, Герой Социалистического Труда (1948).

## Биография
Родился 19 января 1901 года в селе Старая Андреевка в чувашской семье. С 1929 года работал в колхозе «Трудовик» Неверкинского района, был избран его председателем.
В 1939—1940 годы участвовал советско-финской войне.
В июле 1941 года Неверкинским райвоенкоматом был повторно призван в Красную армию, стрелком 170-го стрелкового полка участвовал в боях Великой Отечественной войны (Западный, 3-й Белорусский фронты). В октябре 1941 и октябре 1942 годов был легко ранен. После тяжёлого ранения (февраль 1945) был признан годным к нестроевой службе; служил шофёром 270-го отдельного автомобильного батальона. Демобилизован в 1946 году.
В 1946—1961 годы — председатель колхоза «Трудовик», укрупнённого колхоза «Путь к коммунизму» Неверкинского района. В 1961 году вышел на пенсию.

## Награды
- орден Отечественной войны II степени (14.6.1945)[3]
- звание Героя Социалистического Труда с вручением медали «Серп и Молот» и ордена Ленина (2.4.1948)[6][5] — за получение высоких урожаев ржи при выполнении совхозами плана сдачи государству сельскохозяйственных продуктов в 1947 году и обеспеченности семенами зерновых культур для весеннего сева 1948 года[4]
- медали.